# Frontera entre Camerún y Guinea Ecuatorial
La Frontera entre Camerún y Guinea Ecuatorial es casi completamente recta y se extiende por 189 km por el paralelo 2°10'N (aproximadamente), al norte de Guinea Ecuatorial, siguiendo el río Ntem en su tramo final, que separa el país de Camerún, pasando del Golfo de Guinea (Océano Atlántico) hasta la triple frontera entre Camerún-Guinea Ecuatorial-Gabón.

Ampliación (color naranja) del territorio del Camerún, con la Guinea Española rodeada entre 1911 y 1916 por territorio alemán.

Se destaca que la Isla de Bioko donde se encuentra la capital de Guinea Ecuatorial (Malabo) está justo al frente de las costas de Camerún, separada del territorio continental llamado Río Muni, al sur. Es importante además resaltar que la Guinea Española primero tuvo fronteras con la colonia de Neukamerun (alemana) y el actual Gabón (francés) pero en 1911 un acuerdo entre Alemania y Francia hizo que la Guinea Española (parte continental) quedara rodeada por la Colonia Alemana, hasta 1916 cuando en la Primera Guerra Mundial Francia tomó posesión de casi todo el actual Camerún y los territorios del actual Gabón (África Ecuatorial Francesa) cedidos en 1911.